# Gemeinschaft y Gesellschaft
Gemeinschaft (pronunciado AFI: [gəˈma͡ɪnʃaft]) y Gesellschaft (pronunciado AFI: [gəˈzellʃaft]), palabras generalmente traducidas por comunidad y sociedad, son categorías utilizadas por el sociólogo alemán Ferdinand Tönnies, para categorizar los lazos sociales en dos tipos sociológicos conceptualmente separados, como se explica en su obra “Gemeinschaft und Gesellschaft” de 1887. Max Weber también escribió extensamente sobre la relación entre Gemeinschaft y Gesellschaft.

## Gemeinschaft
Gemeinschaft (frecuentemente traducido como comunidad) es una asociación en la cual los individuos se orientan hacia la comunidad tanto o más que hacia su propio interés. Los miembros de una Gemeinschaft se regulan por reglas o creencias comunes sobre el comportamiento apropiado y la responsabilidad de dichos miembros para con la comunidad y para con los demás miembros de forma individual. La comunidad se establece como Unidad de Voluntad (Tönnies, 22).
Tönnies consideró la familia como la expresión más perfecta de Gemeinschaft;, aunque según sus postulados, una Gemeinschaft puede radicarse en un lugar compartido o en creencia común tanto como en el parentesco, y como ejemplo se refirió a las comunidades religiosas dispersas.
Las Gemeinschaften se caracterizan por una moderada división del trabajo, unas relaciones personales fuertes e instituciones sociales relativamente simples. En estas sociedades, raramente hay necesidad de reforzar el control social de forma externa, debido a un sentimiento colectivo de lealtad individual hacia el grupo. No es necesaria una legislación, ya que cuando se produce un conflicto, se incide más en solucionarlo y evitar que éste vuelva a suceder que en determinar la culpabilidad e imponer una sanción. Es decir, predominan los valores emocionales, como el amor, sobre los sociales, como la justicia.

## Gesellschaft
Por el contrario, Gesellschaft (traducido como sociedad, sociedad civil o asociación), describe asociaciones compartidas. La Gesellschaft se mantiene a través de individuos que actúan en su propio interés. 
Un buen ejemplo es una empresa, donde trabajadores, directivos y propietarios pueden tener muy poco en común en lo que respecta a orientaciones o creencias, pueden no darle mucha importancia a estos valores en el proceso comercial, pero todos comparten el interés por trabajar para ganar dinero y eso es lo que hace que el negocio prospere.
A diferencia de la Gemeinschaft, la Gesellschaft subraya las relaciones secundarias más que los lazos comunitarios o familiares y es menor la lealtad a la sociedad. La cohesión social en las Gesellschaften deriva de una división del trabajo más elaborada. Estas sociedades se consideran susceptibles a conflictos clasistas, raciales y étnicos. Es necesaria una legislación, ya que cuando se produce un conflicto existe mayor dificultad en solucionarlo y evitar que vuelva a suceder. Se determinan las culpabilidades e imponen sanciones. Es decir, predominan los valores sociales, como la justicia sobre los emocionales, como el amor.

## DicotomíaGemeinschaft–Gesellschaft
La dicotomía Gemeinschaft–Gesellschaft fue propuesta por Tönnies como herramienta puramente conceptual, en lugar del tipo ideal que utilizaba Max Weber para acentuar los elementos fundamentales del cambio histórico y social. Según esta dicotomía, los lazos sociales pueden clasificarse, por una parte, como pertenecientes a las relaciones sociales personales y a los roles, valores y creencias que se desprenden de dichas relaciones (comunidad), y por otra parte, a las interacciones indirectas y los roles impersonales, valores formales y creencias basadas en esas interacciones (sociedad).
Tönnies era un estudioso de Thomas Hobbes —editó las versiones modernas de sus obras The Elements of Law y Behemoth— y se cree que derivó ambos conceptos de las nociones de «consenso» y «unión» de Hobbes.
La segunda edición del trabajo en el que Tönnies promovía estos conceptos, publicada en 1912, resultó un éxito tan inesperado como duradero. El libro provocó un resurgimiento del pensamiento corporativista, incluyendo el auge del neomedievalismo y del apoyo al socialismo corporativo, y causó importantes cambios en el campo de la sociología.
Max Weber también utilizó los conceptos de Gemeinschaft y Gesellschaft en su libro «Economía y sociedad», publicado en 1921. Weber escribió en respuesta a Tönnies, argumentando que la Gemeinschaft radica en un «sentimiento subjetivo» que puede ser «afectivo o tradicional». Según Weber, las relaciones basadas en la Gesellschaft tienen su origen en un «acuerdo racional por consentimiento mutuo», y su mejor ejemplo es un contrato comercial. La distinción que hizo Weber entre Gemeinschaft y Gesellschaft se explica en el ensayo «Clases, estamentos, partidos», que sienta las bases para su teoría de la estratificación social.